# Burckhardt Compression
Burckhardt Compression AG er en schweizisk virksomhed inden for kompressorer med hovedkvarter i Winterthur, Kanton Zürich.
Maschinenfabrik Burckhardt blev etableret af Franz Burckhardt, som et mekanikværksted i Basel i 1844, senere begyndte han at producere luft- og vakumpumper. I 1969 blev virksomheden overtaget af Sulzer. I 2002 blev virksomheden igen selvstændig efter et management-buyout.